# Trichocolletes dundasensis
Trichocolletes dundasensis  is een vliesvleugelig insect uit de familie Colletidae. 
De bij wordt ongeveer 11 millimeter lang. De soort komt voor in het zuiden van West-Australië.